# Walter Bohn
Walter Bohn (* 12. Februar 1887 in Königsberg in Preußen; † im 20. Jahrhundert) war deutscher Politiker (Sozialdemokratische Partei der Freien Stadt Danzig).
Bohn war der Sohn eines Maurers. Er selbst machte nach der Volksschule eine Lehre als Schlosser. Von 1914 bis 1918 leistete er im Ersten Weltkrieg Kriegsdienst und war seit November 1918 Schlosser in den Eisenbahnwerkstätten in Danzig.
Er war Mitglied der SPD und seit April 1919 Mitglied des Danziger Arbeiterrats und Arbeiterbeirat bei der Eisenbahndirektion Danzig. 1920 bis 1921 war er Mitglied im Volkstag, dem Parlament der Freien Stadt Danzig. Er soll sich nach 1933 in Brandenburg a. d. Havel aufgehalten haben.